# Hokuto, Yamanashi
Hokuto (japanska: 北杜市?, Hokuto-shi) är en stad i Yamanashi prefektur på ön Honshu i Japan. Staden bildades 2004 genom en sammanslagning av kommunerna Hakushū, Nagasaka, Sutama, Takane, Akeno, Mukawa och Ōizumi. 2006 slogs Kobuchisawa kommun samman med staden. Hokuto ligger vid Kamanashifloden i prefekturens nordvästra del. 